# Garra fasciacauda
Garra fasciacauda är en fiskart som beskrevs av Fowler, 1937. Garra fasciacauda ingår i släktet Garra och familjen karpfiskar. IUCN kategoriserar arten globalt som livskraftig. Inga underarter finns listade i Catalogue of Life.